# Club Técnico Universitario
Der Club Deportivo Técnico Universitario, kurz Club Técnico Universitario genannt, ist ein Fußballverein mit Sitz in Ambato. Seine Heimspiele trägt der Verein im Estadio Bellavista aus. Der lokale Stadtrivale ist der CSD Macará.

## Geschichte
Zunächst spielte die Studentenmannschaft der Universidad Técnica de Ambato am 1. April 1970 ein Spiel gegen eine Studentenmannschaft der Universidad Central de Quito und kam so erstmals mit dem Profifußball in Berührung. Der Club Técnico Universitario wurde dann am 26. März 1971 als solcher gegründet, als der Rektor der Universität, Carlos Toro Navas, und der Präsident der universitären Sportabteilung, Jorge Álava, die Registrierung der Mannschaft beim Profifußballverband von Tungurahua beantragten.
Der Verein wurde zweimal Vizemeister in der Serie A von Ecuador in 1978 und 1980. 2017 gewann er letztmals die Serie B und stieg damit wieder in die höchste Spielklasse auf.

## Erfolge
- Serie A
  - Vizemeister (2): 1978, 1980
- Serie B
  - Sieger (6): 1977 E2, 1981 E2, 1999, 2002, 2011, 2017
  - Vizemeister (1): 1995